# Hierarquia DIKW
DIKW, do inglês Data-Information-Knowledge-Wisdom, também conhecida como Pirâmide do Conhecimento, é uma hierarquia informacional utilizada principalmente nos campos da Ciência da Informação e da Gestão do Conhecimento, onde cada camada acrescenta certos atributos sobre a anterior.
A pirâmide do conhecimento é estruturada em quatro partes, que são os dados, informações, conhecimentos e por fim a sabedoria. Sintetizando tal estrutura, iniciemos com os dados, que significa números, imagens e palavras. As informações são simplesmente uma compreensão das relações entre as partes dos dados, ou entre as partes dos dados e outras informações. Embora a informação envolva a compreensão das relações entre os dados, ela geralmente não explica por que motivo os dados são o que são, nem dá uma indicação de como os dados podem mudar ao longo do tempo.

## Características
Os seus componentes, em ordem crescente de importância e normalmente dispostos em um sistema de coordenadas cartesianas, são os seguintes:
- Dados (Data) é o nível mais básico;
- Informação (Information) acrescenta contexto e significado aos dados;
- Conhecimento (Knowledge) acrescenta a forma como usar adequadamente a informação;
- Sabedoria (Wisdom) acrescenta o entendimento de quando utilizá-los.

Desta forma, a hierarquia DIKW é um modelo teórico que se mostra útil na análise e no entendimento da importância e limites das atividades dos trabalhadores do conhecimento.